# Qashqai
Qashqaier är ett folk i Iran som talar ett turkspråk. Qashqaispåket är mycket relaterat till azerbadjanska. Qashqierna var först nomadiska herdedrivare och några är så än idag. Den traditionella nomadiska qashqaien reste med sina flockar varje år från sommarbetesmarkerna på höglandet norr om Shiraz till vinterbetesmarkerna på lägre och varmare land nära Persiska viken. 